# Vojtovce
Vojtovce (russinisch Войтівці/Wojtiwzi; deutsch Vogthau, ungarisch Vojtvágása – bis 1902 Vojtóc) ist eine kleine Gemeinde im Bezirk Stropkov in der Ostslowakei.

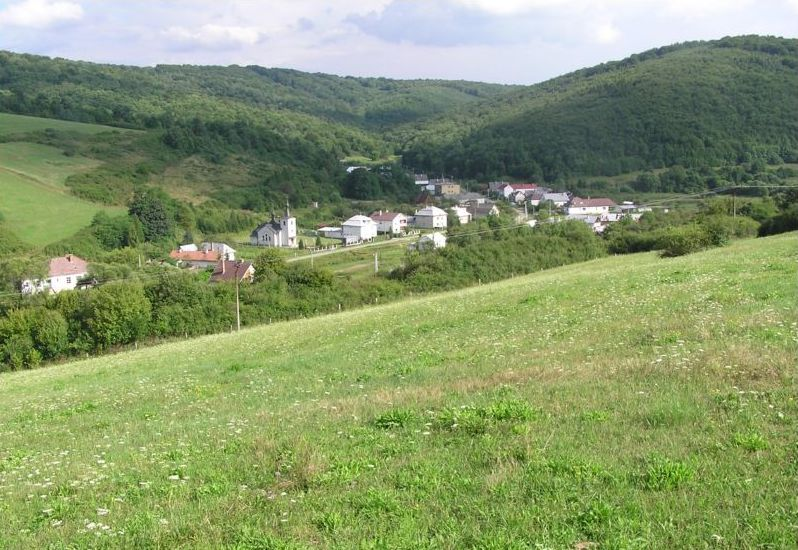
Blick auf Vojtovce

Die Gemeinde Vojtovce liegt in einem Seitental der Ondava, durch einen Bergrücken von der etwa zwei Kilometer in westlicher Richtung liegenden Stadt Stropkov getrennt. Das umliegende, waldreiche Gelände des Ondauer Berglandes (Ondavská vrchovina) erreicht südöstlich von Vojtovce Höhen von über 500 Metern über dem Meer.
Umgeben wird Vojtovce von den Nachbargemeinden Breznička im Norden, Potôčky im Osten sowie Stropkov im Süden und Westen.
Das landwirtschaftlich geprägte Dorf zieht sich entlang der Straße von Stropkov-Sitník über Vojtovce und Breznička nach Veľkrop.
Im Jahr 1408 wurde der Ort erstmals urkundlich erwähnt. Die Griechisch-katholische Kirche im Dorf entstand 1848.

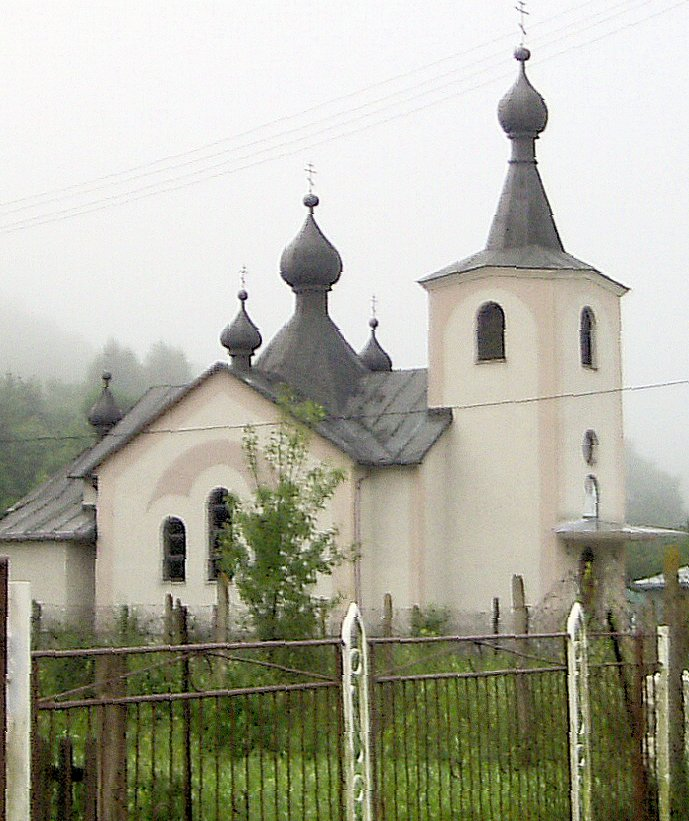
Griechisch-katholische Kirche in Vojtovce

## Bevölkerung
| Jahr                | 1994 | 2004    | 2014     | 2024    |
| ------------------- | ---- | ------- | -------- | ------- |
| Anzahl der Personen | 130  | 121     | 107      | 102     |
| Unterschied         |      | −6,92 % | −11,57 % | −4,67 % |

| Jahr                | 2023 | 2024    |
| ------------------- | ---- | ------- |
| Anzahl der Personen | 101  | 102     |
| Unterschied         |      | +0,99 % |

Die Einwohnerzahl der Gemeinde ist annähernd konstant (1991: 121 Einwohner; 2001: 116 Einwohner; 2007: 120 Einwohner). Die Bevölkerung besteht zu fast 64 % aus Slowaken, 28 % sind Ruthenen und 7 % Ukrainer. 48 % der Einwohner gaben als Konfession orthodox an, 41 % bekennen sich zur Griechisch-katholischen Kirche.

## Belege
1. ↑  Hustota obyvateľstva - obce [om7014rr_obc=AREAS_SK, v_om7014rr_ukaz=Rozloha (Štvorcový meter)]. Statistical Office of the Slovak Republic, 31. März 2025, abgerufen am 31. März 2025 (slowakisch).
2. ↑  Počet obyvateľov podľa pohlavia - obce (ročne) [om7101rr_obce=AREAS_SK]. Statistical Office of the Slovak Republic, 31. März 2025, abgerufen am 31. März 2025 (slowakisch).
3. 1 2  Počet obyvateľov podľa pohlavia - obce (ročne) [om7101rr_obce=AREAS_SK]. Statistical Office of the Slovak Republic, 31. März 2025, abgerufen am 31. März 2025 (slowakisch).
4. ↑  Statistikportal MOŠ (Seite nicht mehr abrufbar, festgestellt im Mai 2019. Suche in Webarchiven)  Info: Der Link wurde automatisch als defekt markiert. Bitte prüfe den Link gemäß Anleitung und entferne dann diesen Hinweis.